# Дагоново
Дагоново — село у Болгарії. Розташоване у Благоєвградській області, підпорядковане громаді Белиця. Населення — 787 чоловік (2022).

## Політична ситуація
У місцевому кметстві Горно-Країште, куди входить село, посаду кмета (старости) обіймає Страхіл Атанасов Барбунов, що представляє Рух за права і свободи за результатами виборів. Мер громади — Ібрахім Алі Палєв від Руху за права і свободи [джерело?].